# 程世春
程世春（1930年—2025年2月7日），河北省冀县人，中国退役篮球运动员和教练，1999年入选新中国篮球50杰，生前曾为中国篮协技术顾问。

## 篮球生涯

### 球员生涯
程世春在1948年代表天津队参加了中华民国七运会篮球赛，是当时著名的天津华胜篮球队和北京木乃伊篮球队队员。1949年进入中国青年队，程世春于1952年从北方交通大学 （今北京交通大学）毕业。1952年至1954年进入中国国家男子篮球队，随中华人民共和国参加了1952年赫尔辛基奥运会，这也是中华人民共和国第一次参加奥运会。程世春的技术特点是投篮方式多样化，定位远投、跑投、跳投都很在行，并且还有后撤步跳投的绝活，他于1954年退役。

### 执教生涯
退役后的程世春立刻就成为了中国国家女子篮球队的教练，直到1956年。随后出任了9年的北京女篮教练、副总教练直到1965年,带领北京女篮获得1956年全国女篮联赛冠军、中华人民共和国第一届全运会亚军。1965年1月11日，应古巴全国体育运动文娱委员会邀请，赴古巴出任援外教练。1966年至1980年担任中国国家男女篮的总教练和教练。
程世春此后还担任了多个体育官员的职务，包括任北京市体委副主任（1981年至1985年），第11届亚运动会组委会任场地器材部副部长（1985年至1990年），在残疾人运动会组委会任场地器材部副部长（1993年）。
成为教练后，程世春也十分重视科学选材和全面训练和基本功。实战中十分注重战术的多样性。他强调中国人打球就要有自己的特点。程世春也广泛参与了篮球教学活动，与张锡山、鞠汾康等人共同编辑了《篮球基本技术动作》《NBA球星精彩动作》等十多盒篮球教学录像带。